# Jark
La isleta de Charag (en persa, جزیره خارک  Jazīreh-ye Khark) es una isla iraní en el golfo Pérsico. Tiene una superficie de 24 km². La isla tiene la mayor terminal para la exportación de crudo en Irán. Está ubicada a 25 kilómetros al sur de la costa de Irán y 483 km al noroeste del estrecho de Ormuz (29°22′N 50°30′E / 29.367, 50.500). Forma parte de la provincia costera de Bushehr. La palabra persa Kharg o Khark significa dátil aún verde para comer.

## Economía

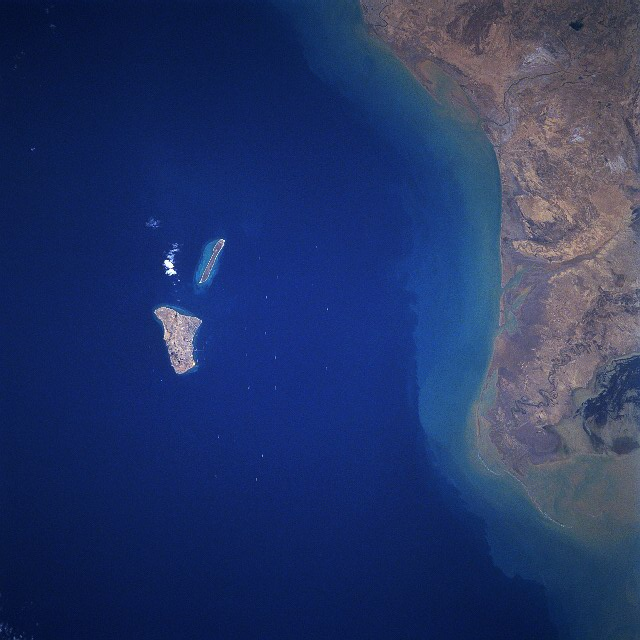
La isla de Charag, Irán, vista desde el espacio, abril de 1993. El norte queda a la derecha.

La isleta de Charag proporciona un puerto marítimo a la exportación de crudo y extiende las reclamaciones de mar territorial iraní hacia los campos petrolíferos del golfo Pérsico.

## Historia

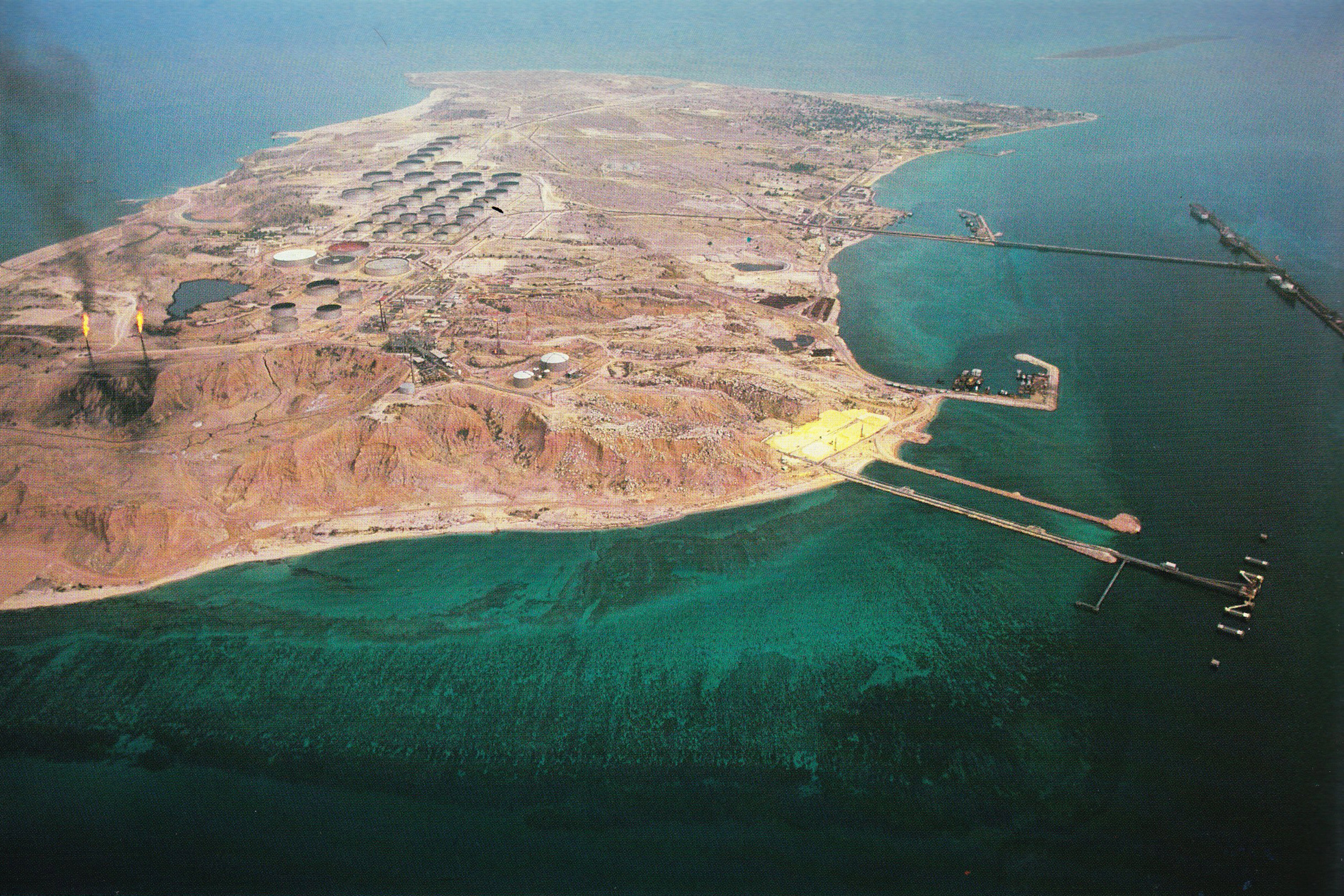
La isla en el año 1973.

En 1753 los neerlandeses establecieron un puesto comercial y un fuerte en la isla. En 1766 el fuerte holandés fue asaltado por el ejército persa.
En el pasado fue la terminal de crudo offshore más grande del mundo y la principal terminal marítima para el crudo iraní. Las instalaciones de Charag fueron inutilizadas en el otoño de 1986. Las fuerzas iraquíes la bombardearon intensamente desde 1982 hasta 1986, durante la guerra Irán-Irak, destruyendo la mayor parte de las instalaciones de la terminal. Charag estaba en medio del campo petrolífero de Darío, también destruido por el intenso bombardeo. La reparación de todas las instalaciones ha sido muy lenta, incluso después de que la guerra acabase en 1988. 
El 14 de noviembre de 2007, una inscripción cuneiforme que se remonta a la época aqueménida fue descubierta en Charag en persa antiguo. La inscripción está grabada en una roca coralina en signos cuneiformes semi-silábicos persa antiguo. A pesar del normalmente bien ordenado sistema regular de las inscripciones aqueménidas, esta tiene un inusual orden escrito en cinco líneas.

Traducción
La tierra no irrigada era (se volvió) feliz
al haber sacado (agua) de los pozos de Bahana

El 31 de mayo de 2008, la inscripción quedó seriamente dañada por vándalos desconocidos. La destruyeron con un objeto afilado, de manera que alrededor del 70% de la inscripción ha sido seriamente dañada. La naturaleza del daño indica que se hizo deliberadamente.

## Cultura popular
La isla Charag (llamada en el videojuego Kharg island) es un escenario del videojuego bélico Battlefield 3.